# Theta Ursae Majoris
Theta Ursae Majoris (θ Ursae Majoris / θ UMa / 25 UMa) es una estrella de magnitud aparente +3,17 en la constelación de la Osa Mayor.
Recibe los nombres, poco habituales, de Al Haud y Sarir. 
Por otra parte, en China era conocida —junto a υ Ursae Majoris y φ Ursae Majoris— como Wan Chang, «la iluminación literaria».
Se encuentra a 44 años luz de distancia del sistema solar.
Theta Ursae Majoris es una estrella doble cuyas componentes —Theta Ursae Majoris A y B— están separadas 4,1 segundos de arco. Aunque no se ha podido observar movimiento orbital alguno, las dos estrellas se mueven juntas a través del espacio, por lo que lo más probable es que exista una relación física entre ellas.
La separación real entre ellas puede ser de 94 UA.
Theta Ursae Majoris A es una subgigante blanco-amarilla de tipo espectral F6IV cuyo diámetro es aproximadamente el doble del solar. Su temperatura de 6370 K y su luminosidad, 7,6 veces mayor que la del Sol, permiten estimar su masa en torno a 1,5 - 1,6 masas solares. Su metalicidad es inferior a la del Sol, en torno a un 60% de la misma.
Theta Ursae Majoris A es, a su vez, una binaria espectroscópica, con un período orbital de sólo 371 días.
Nada se conoce sobre la estrella que acompaña a la subgigante.
Theta Ursae Majoris B es una enana roja tenue de magnitud +13,8. De tipo espectral M6V, es una estrella de baja masa (alrededor del 15% de la masa solar).